# Daniel Roca
Daniel Roca – peruwiański zapaśnik walczący w stylu wolnym. Dziewiąty na mistrzostwach panamerykańskich w 2011. Brązowy medalista mistrzostw Ameryki Południowej w 2012 i piąty w 2013 roku.